# Пальясо

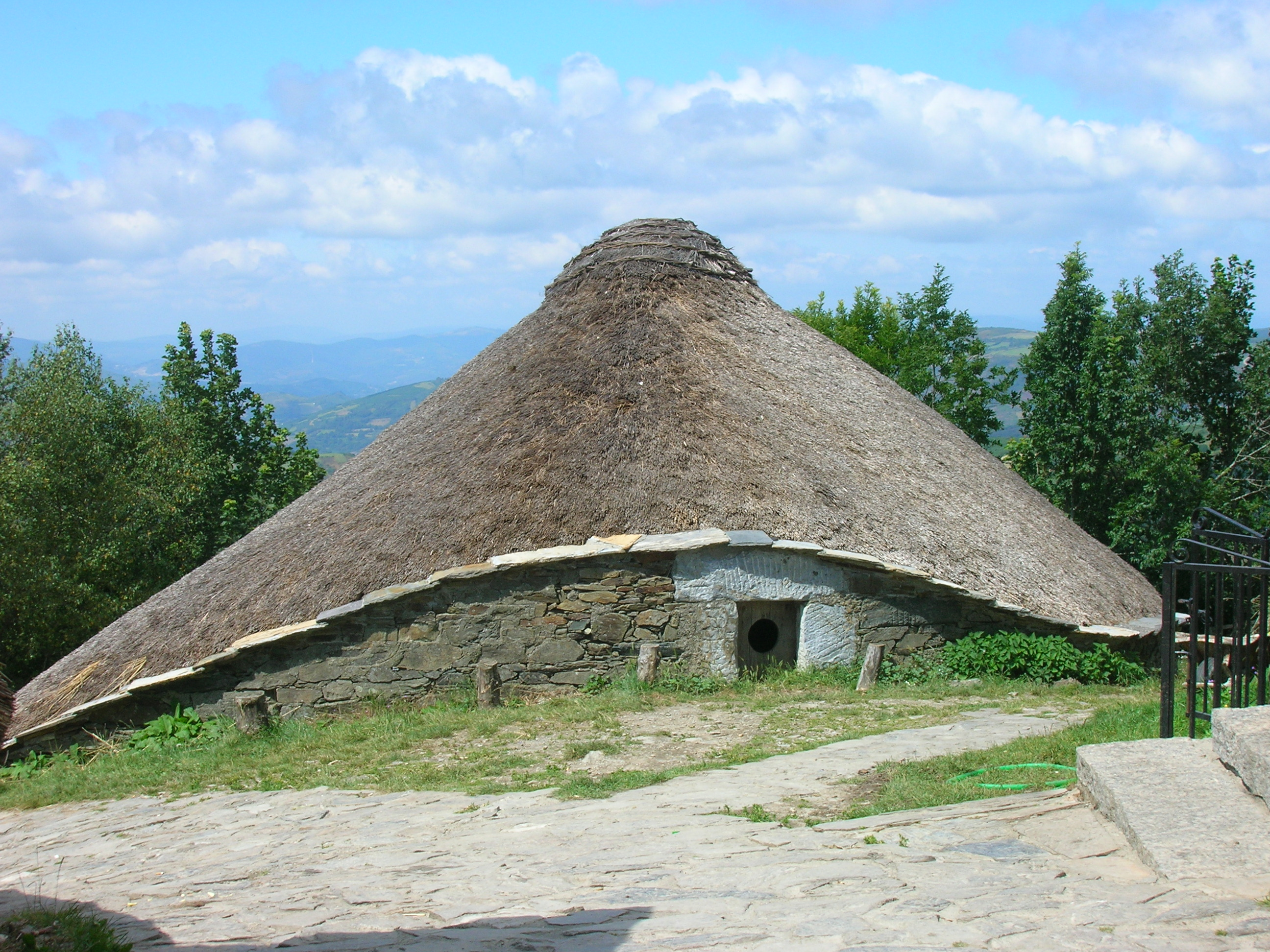
Пальясо в О-Себрейро, муниципалитет Пьедрафита-дель-Себреро, в местном этнографическом парке.

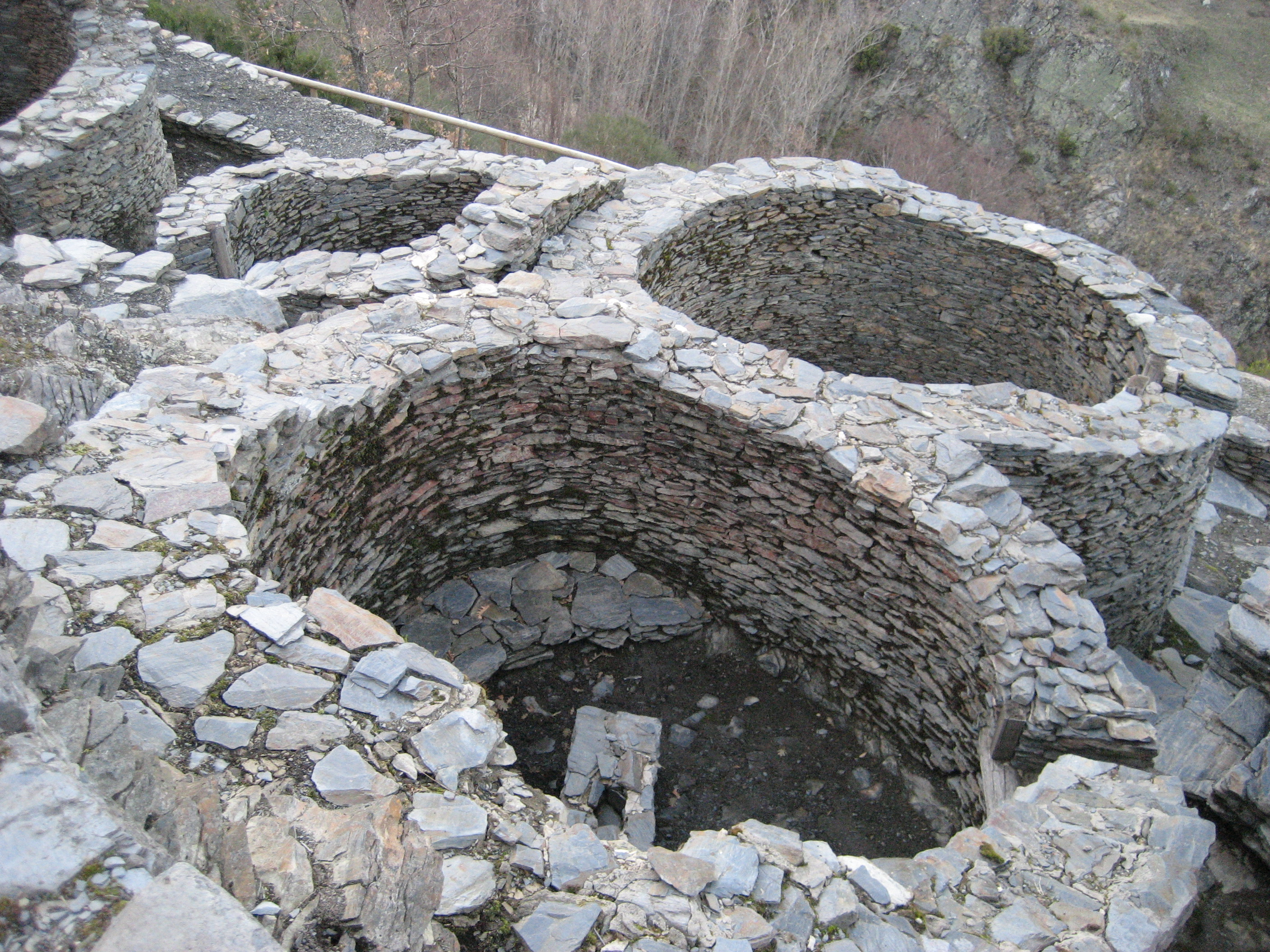
Кастро-де-Чано (муниципалитет Перансанес, Эль-Бьерсо). Деталь одного из сооружений

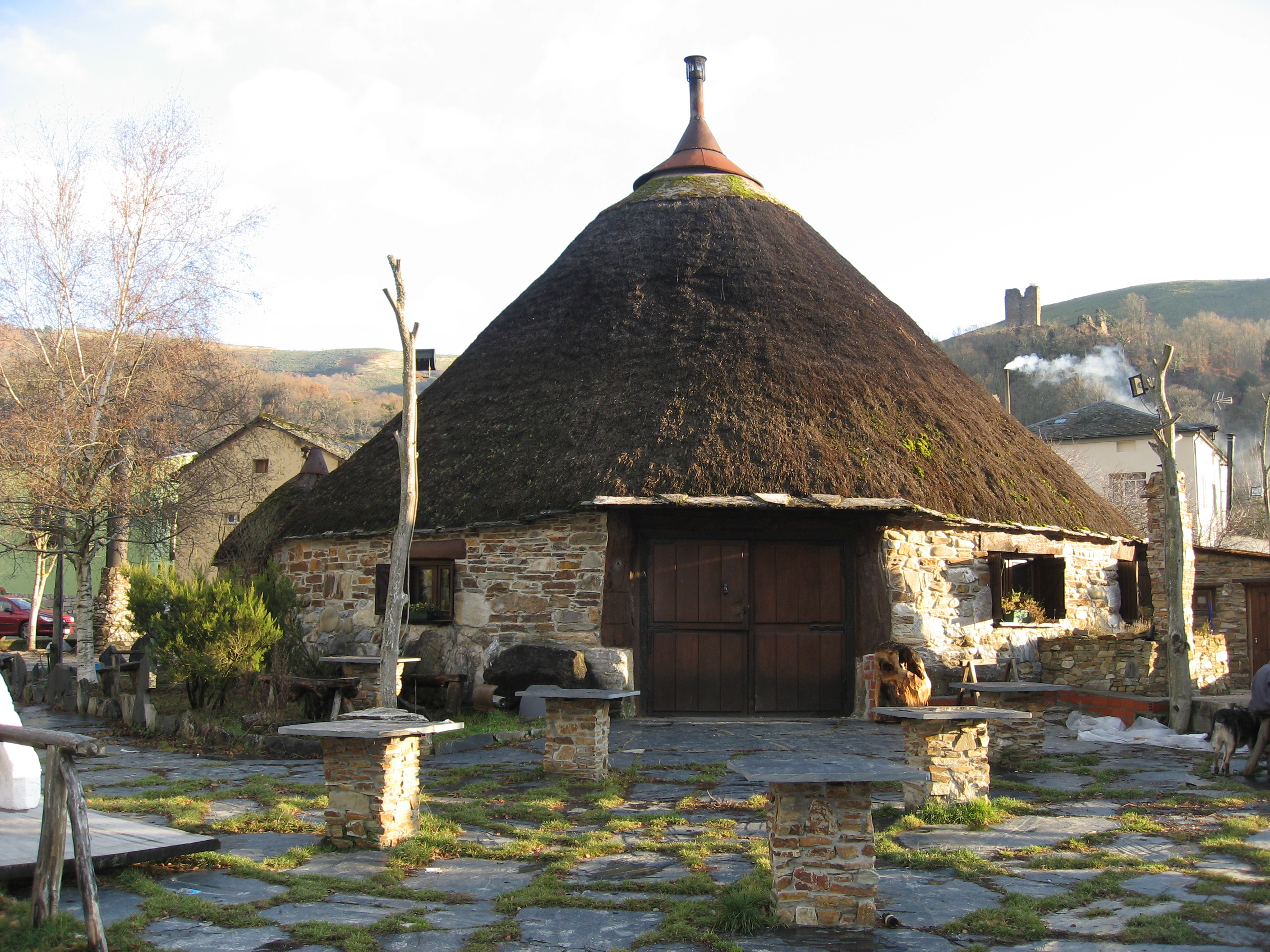
Муниципальный дом пальясо в Бальбоа (комарка Эль-Бьерсо). Используется как бар и ресторан

Пальясо, или пальоса (галис. pallazo, palloza) — традиционный тип жилища в Галисии. Распространён в регионе Сьерра-де-Анкарес. В качестве жилищ пальясо использовались до 1970-х годов.

## Конструкция
Высотой 4—5 метров, на круглом или овальном основании, диаметром от 10 до 20 метров, с каменными стенами и конической крышей из соломы на деревянном каркасе. В них имеется только одна входная дверь, окна отсутствуют (или делается небольшое оконное отверстие).
Обычно пальясо — однокамерный дом, однако иногда в больших пальясо есть две комнаты: одна жилая, вторая — для скота.

## Происхождение и история
По мнению историков, дома пальясо говорят о кельтском происхождении галисийцев, поскольку подобные жилища существовали также на территории Британии в эпоху железного века. Всего сохранилось девять аутентичных круглых хижин, три из которых преобразованы в музей.

## Музеи
Галисийское село Пьорнедо (Piornedo), известное своими пальясо, в настоящее время представляет собой историко-этнографический музей-комплекс. Например, «дом Сесто» — частный семейный музей пальясо, хозяин дома сам родился здесь в 1964 году и проживал до 1970-х годов.